# Reisunruhen

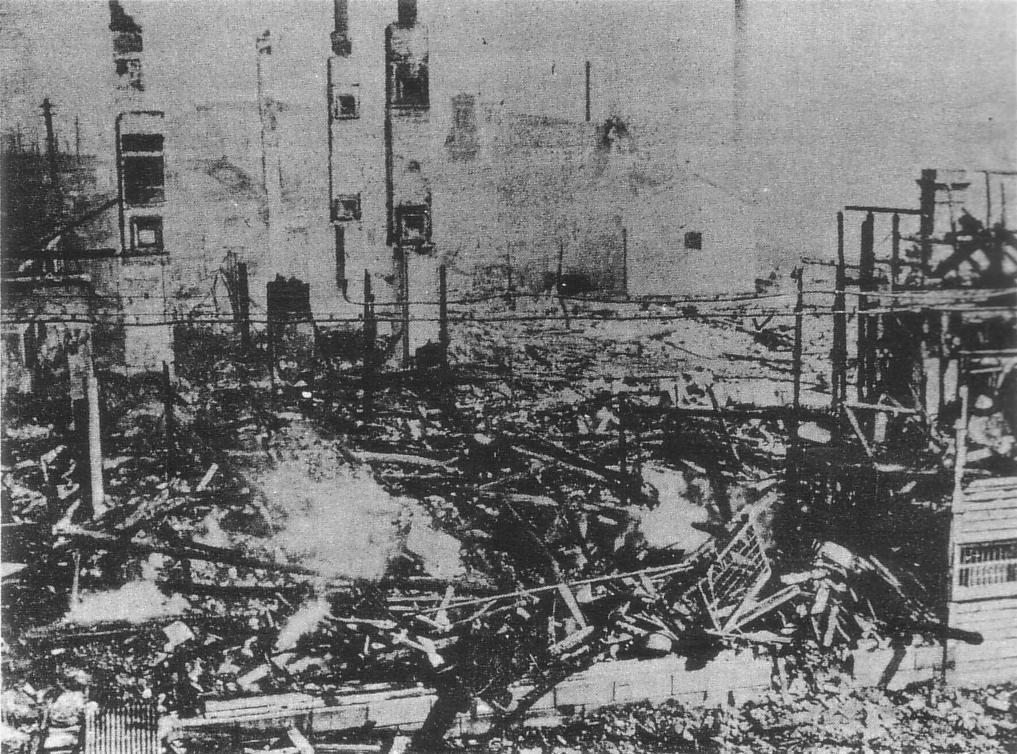
Suzuki Shoten in Kobe, niedergebrannt während der Reisunruhen am 11. August 1918.

Die Reisunruhen (japanisch 米騒動, kome sōdō) waren eine Reihe öffentlicher Unruhen innerhalb Japans zwischen Juli und September 1918, welche die Regierung von Premierminister Terauchi Masatake zum Rücktritt zwangen.
Ein steiler Anstieg der Reispreise führte, besonders in den ländlichen Gebieten, wo Reis das Hauptnahrungsmittel war, zu einer schweren wirtschaftlichen Krise. Die Kluft zwischen den niedrigen Reispreisen, welche die Bauern bekamen, und den von der Regierung teilweise regulierten, sehr hohen Endpreisen führte zu einem feindseligen Verhältnis der Bauern gegenüber den Reishändlern und der Regierung, welche nichts gegen den starken Preisanstieg unternommen hatten. Der Preisanstieg des Reis war nur die Spitze einer starken Inflation infolge des Ersten Weltkriegs, welche sowohl die meisten Konsumgüter als auch die allgemeinen Mietpreise nach oben trieb. Diese Umstände brachten neben der ländlichen auch die städtische Bevölkerung gegen die Regierung auf. Die japanische Intervention in Sibirien infolge der Russischen Revolution verstärkte die Unruhen noch weiter, da die Regierung große Reisvorräte für die Truppen in Sibirien aufkaufte und den Preis nochmals steigerte. Von der Regierung wenig beachtet, breiteten die kleineren, ländlichen Unruhen sich bald auf die Städte und über das ganze Land aus.
Die Reisunruhen übertrafen alle Unruhen der jüngeren japanischen Geschichte in Größe und Gewalttätigkeit. Ausgangspunkt der Proteste war das kleine Fischerdorf Uozu in der Präfektur Toyama am 23. Juli 1918. Ausgehend von einer friedlichen Kundgebung, entwickelte sich die Unzufriedenheit bald zu Unruhen mit Streiks, Plünderungen, Angriffen auf Polizeistationen und Regierungsbüros und bewaffneten Auseinandersetzungen mit den Ordnungskräften. Bis Mitte September 1918 wurden 623 Unruhen in 38 Städten, 153 Kleinstädten und 177 Dörfern mit über 2 Millionen Beteiligten gemeldet. Etwa 25.000 Personen wurden verhaftet und 8.200 von ihnen wegen verschiedener Verbrechen zu Strafen von Geldbußen bis hin zur Todesstrafe verurteilt.
Die Verantwortung für den Zusammenbruch der öffentlichen Ordnung übernehmend, traten Premierminister Terauchi und sein Kabinett am 29. September 1918 zurück.
Die Reisunruhen werden von verschiedenen Forschern in Zusammenhang mit dem japanischen Imperialismus gebracht. Diese führen auf, dass zur Deckung des über der Produktionskapazität liegenden Reisbedarfs der Reisanbau in den Kolonien Formosa und Chōsen intensiviert wurde.